# Future Nostalgia Tour
Future Nostalgia Tour bylo druhé koncertní turné britské zpěvačky Duy Lipy na podporu jejího druhého studiového alba, Future Nostalgia (2020). Turné bylo původně oznámeno v prosinci 2019, aby se konalo v první polovině roku 2020, ale kvůli pandemii covidu-19 bylo několikrát přeloženo. Turné nakonec začalo 9. února 2022 v Miami ve Spojených státech a skončilo 28. listopadu 2022 v albánské Tiraně. Jako předskokani na turné vystupovali například Griff, Tove Lo, Angèle, Megan Thee Stallion, Caroline Polachek nebo Lolo Zouaï a další.

## Vývoj
2. prosince 2019 Dua Lipa oznámila Future Nostalgia Tour s 24 koncerty po Evropě a UK. Společné s oznámením turné byla rovněž vydána titulní skladba alba. V únoru 2020 byly přidány 2 koncerty v Liverpoolu a Nottinghamu. 23. března 2020 zpěvačka oznámila přeložení turné na leden a únor 2021 a zároveň prozradila, že chystá koncerty ve zbytku světa. Koncerty v Kodani, Oslu a Stockholmu byly zrušeny kvůli nemožnosti na přeložení a koncerty ve Vídni a Mnichově vyčkávaly na své přeložení a oficiálně zrušeny nebyly. Lístky na původní koncerty zůstaly v platnost i na ty přeložené a lístky za zrušené koncerty byly vráceny.

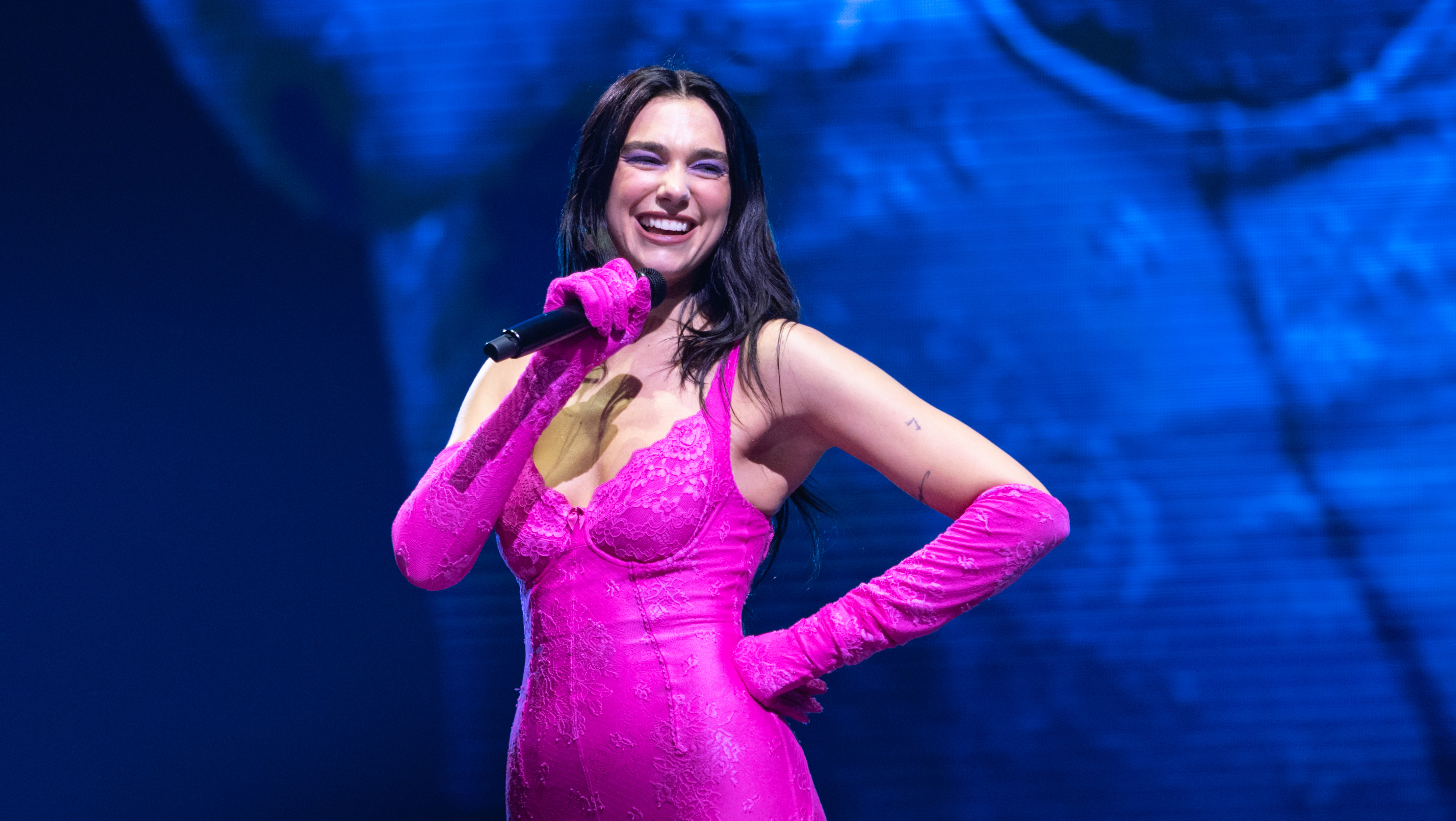
Dua Lipa během koncertu v Londýně

V říjnu 2020 bylo turné odloženo na září a říjen 2021. Krátce na to oznámila livestreamový koncert Studio 2054. Po koncertu 27. listopadu 2020 se prodej lístků zvedl o 70%. 28. června 2021 bylo turné napotřetí přeloženo na duben, květen a červen 2022. S tím oznámením nová evropská data byla oznámena a koncerty ve Vídni a Mnichově byly znova oznámeny. V září 2021 byly oznámeny koncerty v Severní Americe pro únor, březen a duben 2022. Díky velké poptávce byl přidán druhý koncert v Los Angeles. O pár dní později byla oznámena oceánská etapa. Poté, co se lístky prodaly velice rychle, byly přidány data pro Auckland, Sydney a Melbourne.

22. listopadu 2021 zpěvačka oznámila 4 nové koncerty v Evropě včetně Litvy a Skandinávie. 10. prosince byla uveřejněna data pro koncerty v Latinské Americe. Vzápětí byl přidán druhý koncert v Buenos Aires, neboť lístky na ten první se vyprodaly za méně než hodinu. V lednu 2022 byly koncerty v Montrealu a Torontu přeloženy na červenec 2022. Důvod nebyl udán, ale nabízí se omezení ve spojitosti s pandemií covidu-19. V reakci na to byly přesunutím vzniklé mezery vyplněny koncerty v Elmontu a Milwaukee. Nový koncert v São Paulo byl přidán 16. května. 15. listopadu zpěvačka oznámila, že finální zastávkou turné bude koncert 28. listopadu albánské Tiraně. 28. listopadu je v Albánii slaven jako den nezávilosti a v roce 2022 se navíc jedná o 110. výročí.
„Jsem nadšená vyrazit znova na turné a vidět své andílky osobně! Je úžasné, že budeme moci zas spolu tančit a oslavovat. Když jsem psala Future Nostalgia, představovala jsem si písně, jak se budou hrát v klubech. Jsem ohromena, že tahle fantazie se konečně naplní. Nemůžu se dočkat zažít tyhle písně s vámi všemi naživo.“
— Lipa ohledně svého nadšení z turné

## Hodnocení kritiky

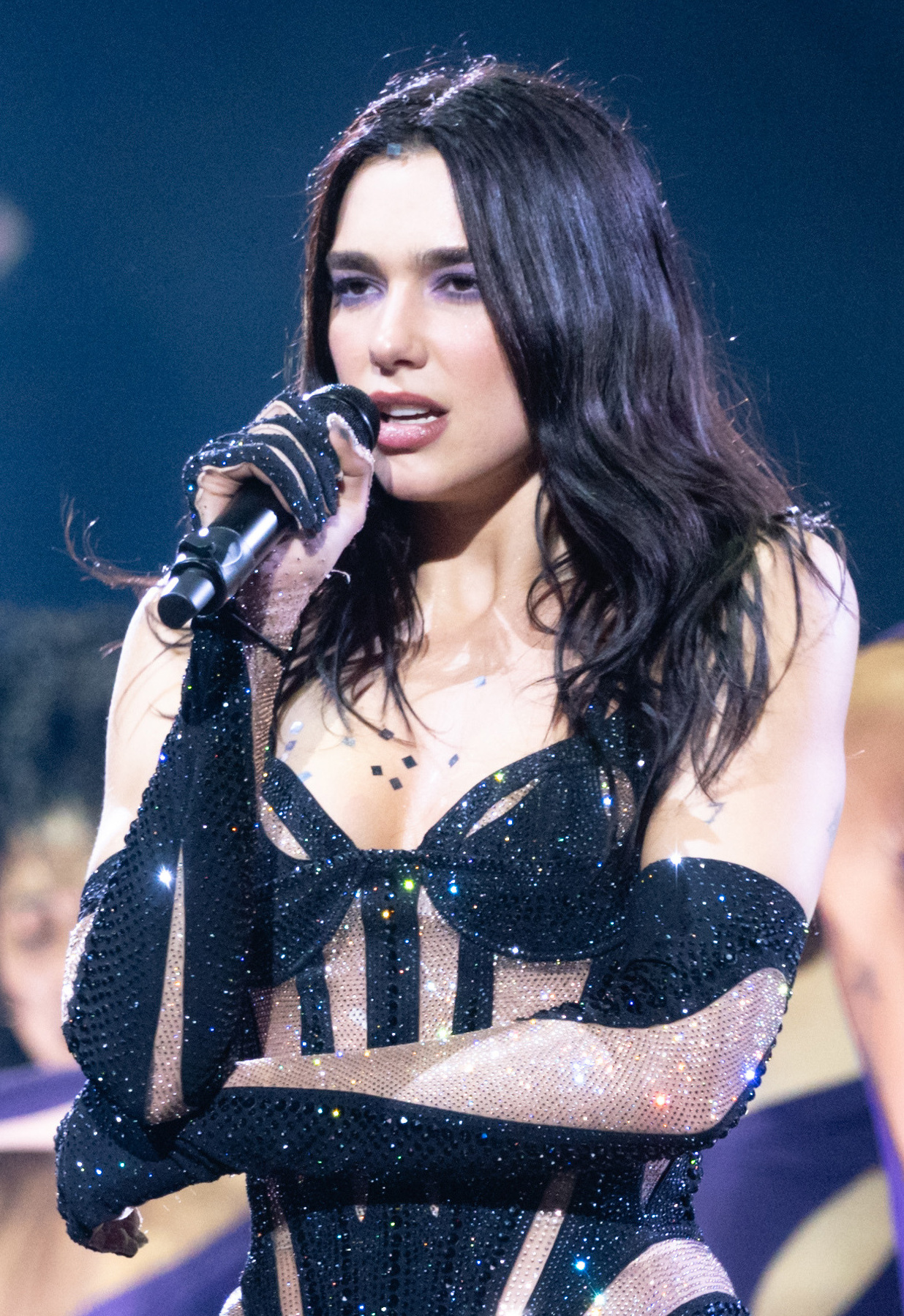
Dua Lipa během koncertu v květnu 2022

Future Nostalgia Tour bylo přijato s velmi pozitivními ohlasy od kritiků. E! Online zařadilo turné mezi 15 koncertů roku 2022, které je „potřeba vidět“. V recenzi od Rolling Stone Celia Almeida ocenila zpěvaččino vystupování na pódiu, když uvedla, že Dua Lipa je „superstar“, která je každým kouskem alfa dámou, kterou se prohlásila v titulní písni „Future Nostalgia“. Dále uvedla, že samotná show je přípomínkou, jak se Dua vyzná v popu. Mary Gibson z Consequence uvedl, že Dua přinesla právě ten typ živé, dynamické show, kterou fanoušci tak moc chtěli. Emmalyse Brownstein pro Miami New Times okomentovala zpěvaččin hlas, neboť zní „právě tak jako její studiové nahrávky“, a rovněž ocenila „působivé“ vystupování dominující celému pódiu a skvělému vedení tanečníků. Autor recenze Dave Paulson pro The Tennessean byl nadšen, že koncert byl „více než skvěle nacvičení a sesynchronizován do milisekundy“. Dan DeLuca z The Philadelphia Inquirer byl potěšen našlapanou choreografií a zpěvaččiným „více než schopným“ hlasem. V trochu více negativní recenzi OnMilwaukee Matt Mueller sice ocenil „spektakulární“ produkci celé show, ale zkritizoval zpěvaččino vystupování na pódiu, když uvedl, že její tanečníci ukradli celou show.
Po lisabonském koncertu Rita Carmo pro Expresso pochválila celou show uvedením: „Už se nědělají popové hvězdy jako dřív? Špatně. Dnes večer v Lisabonu Dua Lipa prokázala opak. Jenom během pěti let se britská umělkyně s albánskými kořeny dokázala probojovat od svých počátků, které možná byly až moc alternativní, až k celosvětovému uznání. Zároveň dokázala potěšit jak masy, tak skupiny, které na popové zážitosti nahlíží s cynismem.“

## Setlist
Tento setlist se vztahuje na koncert 9. února 2022 v Miami, USA. Nemusí být reprezentativní pro všechny koncerty.
Akt 1
1. „Physical“
2. „New Rules“
3. „Love Again“
4. „Cool“
5. „Pretty Please“
6. „Break My Heart“
7. „Be the One“

Akt 2
1. „We're Good“
2. „Good in Bed“
3. „Fever“
4. „Boys Will Be Boys“

Akt 3:
1. „Club Future Nostalgia (Mendley)“
2. „One Kiss“
3. „Electricity“
4. „Hallucinate“
5. „Cold Heart“

Akt 4
1. „Levitating“

Přídavek
1. „Future Nostalgia“
2. „Don't Start Now“

Poznámky
- Angèle se připojila ke zpěvačce, aby spolu zazpívali „Fever“, na koncertech 1. března v New York City,[34] 2. a 3. května v Londýně a 15. května v Paříži.[35]
- „Sweetest Pie“ bylo přidáno do setlistu mezi „Good in Bed“ a „Fever“ na koncertech 15. března v Denveru, 17. března v Tulse a 20. března ve Phoenixu. Během všech těcho vystoupení se ke zpěvačce připojila Megan Thee Stallion.[36]
- Od koncertu 9. června v Barceloně bylo prohozeno pořadí „Levitating“ s „Future Nostalgia“.[37]

## Seznam koncertů
| Datum                          | Město                         | Stát                          | Místo                                 | Předskokan                            | Účast                         | Příjem                        |
| První etapa – Severní Amerika  | První etapa – Severní Amerika | První etapa – Severní Amerika | První etapa – Severní Amerika         | První etapa – Severní Amerika         | První etapa – Severní Amerika | První etapa – Severní Amerika |
| ------------------------------ | ----------------------------- | ----------------------------- | ------------------------------------- | ------------------------------------- | ----------------------------- | ----------------------------- |
| 9. února 2022                  | Miami                         | USA                           | FTX Arena                             | Caroline Polachek Lolo Zouaï          | 14,557 / 14,557               | $1,560,000                    |
| 11. února 2022                 | Orlando                       | USA                           | Amway Center                          | Caroline Polachek Lolo Zouaï          | 13,611 / 13,611               | $1,335,652                    |
| 12. února 2022                 | Atlanta                       | USA                           | State Farm Arena                      | Caroline Polachek Lolo Zouaï          | 12,110 / 12,110               | $1,235,805                    |
| 14. února 2022                 | Nashville                     | USA                           | Bridgestone Arena                     | Caroline Polachek Lolo Zouaï          | 11,458 / 11,458               | $1,073,938                    |
| 16. února 2022                 | Charlotte                     | USA                           | Spectrum Center                       | Caroline Polachek Lolo Zouaï          | 11,930 / 11,930               | $1,049,500                    |
| 18. února 2022                 | Boston                        | USA                           | TD Garden                             | Caroline Polachek Lolo Zouaï          | 13,941 / 13,941               | $1,471,026                    |
| 19. února 2022                 | Filadelfie                    | USA                           | Wells Fargo Center                    | Caroline Polachek Lolo Zouaï          | 14,019 / 14,019               | $1,445,941                    |
| 21. února 2022                 | Elmont                        | USA                           | UBS Arena                             | Caroline Polachek Lolo Zouaï          | 13,736 / 13,736               | $1,209,755                    |
| 23. února 2022                 | Milwaukee                     | USA                           | Fiserv Forum                          | Caroline Polachek Lolo Zouaï          | 6,312 / 6,312                 | $572,936                      |
| 25. února 2022                 | Detroit                       | USA                           | Little Caesars Arena                  | Caroline Polachek Lolo Zouaï          | 13,114 / 13,114               | $1,278,918                    |
| 26. února 2022                 | Columbus                      | USA                           | Schottenstein Center                  | Caroline Polachek Lolo Zouaï          | 13,850 / 13,850               | $1,290,961                    |
| 1. března 2022                 | New York City                 | USA                           | Madison Square Garden                 | Caroline Polachek Lolo Zouaï          | 15,461 / 15,461               | $2,054,407                    |
| 2. března 2022                 | Washington, D.C.              | USA                           | Capital One Arena                     | Caroline Polachek Lolo Zouaï          | 16,068 / 16,068               | $1,652,588                    |
| 4. března 2022                 | Newark                        | USA                           | Prudential Center                     | Caroline Polachek Lolo Zouaï          | 14,480 / 14,480               | $1,613,984                    |
| 5. března 2022                 | Buffalo                       | USA                           | KeyBank Center                        | Caroline Polachek Lolo Zouaï          | 11,680 / 11,680               | $957,122                      |
| 8. března 2022                 | Minneapolis                   | USA                           | Target Center                         | Caroline Polachek Lolo Zouaï          | 11,987 / 11,987               | $1,060,862                    |
| 9. března 2022                 | Chicago                       | USA                           | United Center                         | Caroline Polachek Lolo Zouaï          | 15,880 / 15,880               | $1,781,908                    |
| 12. března 2022                | Houston                       | USA                           | Toyota Center                         | Caroline Polachek Lolo Zouaï          | 12,889 / 12,889               | $1,470,541                    |
| 13. března 2022                | Dallas                        | USA                           | American Airlines Center              | Caroline Polachek Lolo Zouaï          | 15,018 / 15,018               | $1,563,038                    |
| 15. března 2022                | Denver                        | USA                           | Ball Arena                            | Megan Thee Stallion Caroline Polachek | 13,420 / 13,420               | $1,511,817                    |
| 17. března 2022                | Tulsa                         | USA                           | BOK Center                            | Megan Thee Stallion Caroline Polachek | 11,399 / 11,399               | $1,021,952                    |
| 20. března 2022                | Phoenix                       | USA                           | Footprint Center                      | Megan Thee Stallion Caroline Polachek | 14,030 / 14,030               | $1,385,791                    |
| 22. března 2022                | Inglewood                     | USA                           | The Forum                             | Caroline Polachek Lolo Zouaï          | 30,270 / 30,270               | $3,228,153                    |
| 23. března 2022                | Inglewood                     | USA                           | The Forum                             | Caroline Polachek Lolo Zouaï          | 30,270 / 30,270               | $3,228,153                    |
| 25. března 2022                | Las Vegas                     | USA                           | T-Mobile Arena                        | Caroline Polachek Lolo Zouaï          | 15,812 / 15,812               | $1,582,420                    |
| 27. března 2022                | San Jose                      | USA                           | SAP Center                            | Lolo Zouaï                            | 13,619 / 13,619               | $1,499,676                    |
| 29. března 2022                | Portland                      | USA                           | Moda Center                           | Lolo Zouaï                            | 12,560 / 12,560               | $1,097,984                    |
| 31. března 2022                | Seattle                       | USA                           | Climate Pledge Arena                  | Lolo Zouaï                            | 15,277 / 15,227               | $1,545,361                    |
| 1. dubna 2022                  | Vancouver                     | Kanada                        | Rogers Arena                          | Lolo Zouaï                            | 15,332 / 15,332               | $1,548,493                    |
| Druhá etapa – Evropa           |                               |                               |                                       |                                       |                               |                               |
| 15. dubna 2022                 | Manchester                    | Spojené království            | AO Arena                              | Griff                                 | 15,609 / 15,609               | $904,584                      |
| 17. dubna 2022                 | Birmingham                    | Spojené království            | Utilita Arena                         | Griff                                 | 14,353 / 14,353               | $897,522                      |
| 18. dubna 2022                 | Leeds                         | Spojené království            | First Direct Arena                    | Griff                                 | 12,477 / 12,477               | $728,682                      |
| 20. dubna 2022                 | Dublin                        | Irsko                         | 3Arena                                | Griff                                 | 25,064 / 25,371               | $1,382,420                    |
| 21. dubna 2022                 | Dublin                        | Irsko                         | 3Arena                                | Griff                                 | 25,064 / 25,371               | $1,382,420                    |
| 23. dubna 2022                 | Newcastle                     | Spojené království            | Utilita Arena                         | Griff                                 | 10,041 / 10,041               | $888,742                      |
| 24. dubna 2022                 | Glasgow                       | Spojené království            | OVO Hydro                             | Griff                                 | 13,282 / 13,871               | $852,960                      |
| 26. dubna 2022                 | Nottingham                    | Spojené království            | Motorpoint Arena Nottingham           | Griff                                 | 8,099 / 8,099                 | $453,116                      |
| 27. dubna 2022                 | Cardiff                       | Spojené království            | Motorpoint Arena Cardiff              | Griff                                 | 7,042 / 7,042                 | $416,655                      |
| 29. dubna 2022                 | Liverpool                     | Spojené království            | M&S Bank Arena                        | Griff                                 | 10,698 / 10,698               | $563,299                      |
| 2. května 2022                 | Londýn                        | Spojené království            | The O2 Arena                          | Griff Angèle                          | 39,030 / 39,300               | $2,441,870                    |
| 3. května 2022                 | Londýn                        | Spojené království            | The O2 Arena                          | Griff Angèle                          | 39,030 / 39,300               | $2,441,870                    |
| 6. května 2022                 | Brusel                        | Belgie                        | Sportpaleis                           | Griff                                 | 42,550 / 42,550               | $2,241,927                    |
| 7. května 2022                 | Brusel                        | Belgie                        | Sportpaleis                           | Griff                                 | 42,550 / 42,550               | $2,241,927                    |
| 9. května 2022                 | Hamburg                       | Německo                       | Barclaycard Arena                     | Griff                                 | 12,117 / 12,117               | $752,236                      |
| 10. května 2022                | Berlín                        | Německo                       | Mercedes-Benz Arena                   | Griff                                 | 14,051 / 14,051               | $895,575                      |
| 12. května 2022                | Kolín nad Rýnem               | Německo                       | Lanxess Arena                         | Griff                                 | 16,703 / 17,000               | $963,595                      |
| 15. května 2022                | Paříž                         | Francie                       | AccorHotels Arena                     | Griff                                 | 17,001 / 17,001               | $850,191                      |
| 17. května 2022                | Amsterdam                     | Nizozemsko                    | Ziggo Dome                            | Griff                                 | 33,642 / 33,642               | $1,699,256                    |
| 18. května 2022                | Amsterdam                     | Nizozemsko                    | Ziggo Dome                            | Griff                                 | 33,642 / 33,642               | $1,699,256                    |
| 20. května 2022                | Curych                        | Švýcarsko                     | Hallenstadion                         | Griff                                 | 14,025 / 14,025               | $917,768                      |
| 22. května 2022                | Mnichov                       | Německo                       | Olympiahalle                          | Griff                                 | 13,343 / 13,343               | $717,595                      |
| 23. května 2022                | Vídeň                         | Rakousko                      | Wiener Stadthalle                     | Griff                                 | 13,679 / 13,679               | $730,051                      |
| 25. května 2022                | Milán                         | Itálie                        | Mediolanum Forum                      | Griff                                 | 23,119 / 23,119               | $982,013                      |
| 26. května 2022                | Milán                         | Itálie                        | Mediolanum Forum                      | Griff                                 | 23,119 / 23,119               | $982,013                      |
| 28. května 2022                | Bologna                       | Itálie                        | Unipol Arena                          | Griff                                 | 14,286 / 14,286               | $708,702                      |
| 30. května 2022                | Lyon                          | Francie                       | Halle Tony Garnier                    | Griff                                 | 11,862 / 11,862               | $670,558                      |
| 1. června 2022                 | Barcelona                     | Španělsko                     | Palau Sant Jordi                      | Griff                                 | 18,342 / 18,342               | $915,141                      |
| 3. června 2022                 | Madrid                        | Španělsko                     | WiZink Center                         | Griff                                 | 15,450 / 16,976               | $897,714                      |
| 5. června 2022                 | Braga                         | Portugalsko                   | Altice Forum                          | Griff                                 | 10,481 / 10,481               | $560,288                      |
| 6. června 2022                 | Lisabon                       | Portugalsko                   | Altice Arena                          | Griff                                 | 18,758 / 18,758               | $933,470                      |
| 9. června 2022                 | Barcelona                     | Španělsko                     | Sant Adrià                            | —                                     | —                             | —                             |
| 11. června 2022                | Bratislava                    | Slovensko                     | Tehelné pole                          | —                                     | —                             | —                             |
| 19. června 2022                | Kaunas                        | Litva                         | Žalgiris Arena                        | DJ Jovani                             | 15,656 / 15,656               | $1,107,464                    |
| 26. června 2022                | Oslo                          | Norsko                        | Spektrum                              | Tove Lo                               | 10,051 / 10,051               | $818,464                      |
| 28. června 2022                | Stockholm                     | Švédsko                       | Gröna Lund                            | —                                     | —                             | —                             |
| 30. června 2022                | Roskilde                      | Dánsko                        | Roskilde Dyrskueplads                 | —                                     | —                             | —                             |
| Severní Amerika a Evropa       |                               |                               |                                       |                                       |                               |                               |
| 25. července 2022              | Montreal                      | Kanada                        | Bell Centre                           | Caroline Polachek Lolo Zouaï          | 16,135 / 16,135               | $1,496,834                    |
| 27. července 2022              | Toronto                       | Kanada                        | Scotiabank Arena                      | Caroline Polachek Lolo Zouaï          | 15,880 / 15,880               | $1,531,634                    |
| 29. července 2022              | Chicago                       | USA                           | Grant Park                            | —                                     | —                             | —                             |
| 31. července 2022              | Montreal                      | Kanada                        | Parc Jean-Drapeau                     | —                                     | —                             | —                             |
| 4. srpna 2022                  | Priština                      | Kosovo                        | Gërmia Park                           | —                                     | —                             | —                             |
| 15. srpna 2022                 | Budapešť                      | Maďarsko                      | Óbudai-sziget                         | —                                     | —                             | —                             |
| Třetí etapa – Latinská Amerika |                               |                               |                                       |                                       |                               |                               |
| 8. září 2022                   | São Paulo                     | Brazílie                      | Distrito Anhembi                      | Vickilicious                          | 33,921 / 33,921               | $2,655,958                    |
| 11. září 2022                  | Rio de Janeiro                | Brazílie                      | Parque dos Atletas                    | —                                     | —                             | —                             |
| 13. září 2022                  | Buenos Aires                  | Argentina                     | Campo Argentino de Polo               | Vickilicious                          | 110,948 / 110,948             | $6,581,576                    |
| 14. září 2022                  | Buenos Aires                  | Argentina                     | Campo Argentino de Polo               | Vickilicious                          | 110,948 / 110,948             | $6,581,576                    |
| 16. září 2022                  | Santiago                      | Chile                         | Estadio Bicentenario                  | Vickilicious DJ Polach                | 28,052 / 28,052               | $2,060,731                    |
| 18. září 2022                  | Bogóta                        | Kolumbie                      | Salitre Mágico                        | Vickilicious                          | 31,981 / 31,981               | $2,154,428                    |
| 21. září 2022                  | Ciudad de México              | Mexiko                        | Foro Sol                              | Vickilicious                          | 64,267 / 64,267               | $4,012,783                    |
| 23. září 2022                  | Monterrey                     | Mexiko                        | Estadio Borregos                      | Vickilicious                          | 21,731 / 21,731               | $2,110,522                    |
| 25. září 2022                  | Dover                         | USA                           | The Woodlands of Dover Motor Speedway | —                                     | —                             | —                             |
| Čtvrtá etapa – Austrálie       |                               |                               |                                       |                                       |                               |                               |
| 2. listopadu 2022              | Auckland                      | Nový Zéland                   | Spark Arena                           | Tkay Maidza                           | 23,565 / 24,097               | $2,284,500                    |
| 3. listopadu 2022              | Auckland                      | Nový Zéland                   | Spark Arena                           | Tkay Maidza                           | 23,565 / 24,097               | $2,284,500                    |
| 5. listopadu 2022              | Brisbane                      | Austrálie                     | Brisbane Entertainment Centre         | Tkay Maidza                           | 11,568 / 11,568               | $1,183,684                    |
| 8. listopadu 2022              | Sydney                        | Austrálie                     | Qudos Bank Arena                      | Tkay Maidza                           | 33,195 / 33,195               | $3,087,940                    |
| 9. listopadu 2022              | Sydney                        | Austrálie                     | Qudos Bank Arena                      | Tkay Maidza                           | 33,195 / 33,195               | $3,087,940                    |
| 11. listopadu 2022             | Melbourne                     | Austrálie                     | Rod Laver Arena                       | Tkay Maidza                           | 28,360 / 28,360               | $2,898,216                    |
| 12. listopadu 2022             | Melbourne                     | Austrálie                     | Rod Laver Arena                       | Tkay Maidza                           | 28,360 / 28,360               | $2,898,216                    |
| 14. listopadu 2022             | Adelaide                      | Austrálie                     | Adelaide Entertainment Centre         | Tkay Maidza                           | 8,945 / 8,945                 | $915,388                      |
| 16. listopadu 2022             | Perth                         | Austrálie                     | RAC Arena                             | Tkay Maidza                           | 14,828 / 14,828               | $1,457,119                    |
| Evropa                         |                               |                               |                                       |                                       |                               |                               |
| 28. listopadu 2022             | Tirana                        | Albánie                       | Skanderbegovo náměstí                 | Elvana Gjata                          | 200,000                       | volný vstup                   |

### Zrušené koncerty
| Datum            | Město     | Stát    | Místo                   | Důvod                       |
| ---------------- | --------- | ------- | ----------------------- | --------------------------- |
| 10. května 2020  | Kodaň     | Dánsko  | Royal Arena             | Pandemie covidu-19 v Evropě |
| 12. května 2020  | Stockholm | Švédsko | Avicii Arena            | Pandemie covidu-19 v Evropě |
| 13. května 2020  | Oslo      | Norsko  | Spektrum                | Pandemie covidu-19 v Evropě |
| 23. června 2022  | Helsinky  | Finsko  | Hartwall Arena          | ruská invaze na Ukrajinu    |
| 1. července 2022 | Gdyně     | Polsko  | Gdynia-Kosakowo Airport | špatné počasí               |